# Wei Chen-yang
Wei Chen-yang (chinesisch 魏辰洋, Pinyin Wèi Chényáng, * 23. Februar 1992) ist ein taiwanischer Taekwondoin. Er startet in der Gewichtsklasse bis 58 Kilogramm.
Wei bestritt seine ersten internationalen Titelkämpfe bei der Juniorenasienmeisterschaft 2009 auf Kisch, wo er in der Klasse bis 59 Kilogramm das Finale erreichte und Silber gewann. Im folgenden Jahr schaffte er im Erwachsenenbereich den Durchbruch. Bei den Asienspielen in Guangzhou gewann er in der Klasse bis 58 Kilogramm seinen ersten internationalen Titel. Auch bei der Asienmeisterschaft in Astana war er erfolgreich, er errang die Silbermedaille. Bei seiner ersten Weltmeisterschaft 2011 in Gyeongju zog Wei auf Anhieb ins Halbfinale ein, wo er Joel González unterlag, mit Bronze aber seine erste WM-Medaille erkämpfen konnte.
Wei gewann in der Klasse bis 58 Kilogramm das asiatische Olympiaqualifikationsturnier 2011 in Bangkok und sicherte sich die Teilnahme an den Olympischen Spielen 2012 in London.